# VfL Rhede
VfL Rhede is een Duitse amateurvoetbalclub uit de gemeente Rhede (Kreis Borken) in de Duitse deelstaat Noordrijn-Westfalen die opgericht is op 26 april 1920. Het eerste elftal van de vereniging speelt in de Oberliga Niederrhein, het vijfde niveau in het Duitse voetbal en het hoogste in het amateurvoetbal doordat het in 2009 kampioen werd in de Landesliga Niederrhein Gruppe 3. In 2014 degradeerde de club terug uit de Oberliga. 